# Руди Ленърс
Руди Ленърс е белгийски барабанист, свирил в германската рок група Скорпиънс.
Присъединява се към групата през 1975 година на мястото на напусналия Юрген Розентал. Още същата година издават In Trance, който се оказва успешен албум, воден от сингъла „In Trance“. През 1976 г. излиза и Virgin Killer, който е забранен заради скандалната си обложка. Заедно със Скорпиънс Руди Ленърс пътува за Япония за промоцирането на албума. След това е уволнен. Ленърс не се задържа дълго и в другите две групи, в които е свирил през 1980-те – Steelover и K-West. През 2005 г. на 10 септември свири на заедно с Ули Джон Рот.